# Fusa Nocta
Miriam Nares Signes, coneguda pel seu nom artístic Fusa Nocta (Gandia, 1994), és una cantant valenciana. Va guanyar popularitat arran la seua participació en el Benidorm Fest 2023 amb la cançó Mi familia. Anteriorment, va participar en el programa de televisió Factor X 2018. I ha actuat en altres festivals com el Madcool o l'Arenal Sound.

## Resultats en concursos

### Factor X
| Edició        | Premi del concurs                                          | Resultat                |
| ------------- | ---------------------------------------------------------- | ----------------------- |
| Factor X 2018 | Contracte discogràfic amb Sony Music Entertainment España. | 4a eliminada 9a posició |

### Benidorm Fest[3]
| Edició             | Edició            | Resultat                  | Resultat                  | Resultat              | Resultat              | Resultat       | Resultat       | Resultat        | Resultat      |
| Edició             | Edició            | Jurat professional (50 %) | Jurat professional (50 %) | Vot demoscòpic (25 %) | Vot demoscòpic (25 %) | Televot (25 %) | Televot (25 %) | Puntuació final | Posició final |
| Edició             | Edició            | Punts                     | Posició                   | Punts                 | Posició               | Punts          | Posició        | Puntuació final | Posició final |
| ------------------ | ----------------- | ------------------------- | ------------------------- | --------------------- | --------------------- | -------------- | -------------- | --------------- | ------------- |
| Benidorm Fest 2023 | Primera semifinal | 65                        | 3a                        | 25                    | 5a                    | 28             | 4a             | 118             | 3a            |
| Benidorm Fest 2023 | Final             | 24                        | 8a                        | 25                    | 5a                    | 22             | 6a             | 71              | 8a            |